# Volta ao País Basco de 2021
A 60.ª edição da Volta ao País Basco (oficialmente: Itzulia Basque Country) é uma corrida de ciclismo de estrada por etapas que se celebra entre 5 e 10 de abril de 2021 com início na cidade de Bilbao e final no monte Arrate situado sobre a cidade de Eibar na Espanha. O percurso consta de um total de 6 etapas sobre uma distância total de 797,7 quilómetros
A corrida faz parte do circuito UCI WorldTour de 2021, calendário ciclístico de máximo nível mundial, sendo a décima terceira corrida de dito circuito

## Equipas participantes
Tomaram parte na corrida 24 equipas: 19 de categoria UCI WorldTeam e 5 de categoria UCI ProTeam. Formaram assim um pelotão de 165 ciclistas dos que acabaram XXX. As equipas participantes foram:
| Equipes WorldTeam (19)- AG2R Citroën Team - Astana-Premier Tech - Bahrain Victorious - Bora-Hansgrohe - Cofidis - Deceuninck-Quick Step - EF Education-Nippo - Groupama-FDJ - Ineos Grenadiers - Intermarché-Wanty-Gobert Matériaux - Israel Start-Up Nation - Jumbo-Visma - Lotto Soudal - Movistar Team - Qhubeka Assos - Team BikeExchange - Team DSM - Trek-Segafredo - UAE Team Emirates Equipes ProTeam (5)- Burgos-BH - Caja Rural-Seguros RGA - Euskaltel-Euskadi - Equipo Kern Pharma - Total Direct Énergie |
| |

## Percorrido
A Volta ao País Basco dispôs de seis etapas divididas numa cronoescalada individual na primeira etapa, quatro etapas em media montanha, e uma etapas de alta montanha para um percurso total de 797,7 quilómetros. A rota inclui a ascensão a 22 portos de montanha: cinco de 1.ª categoria, duas de 2.ª categoria e quinze de 3.ª categoria.
| Etapa | Data    | Percurso                      | type            | Distância (km) | Elevação (m) | Vencedor      | Líder geral     |
| ----- | ------- | ----------------------------- | --------------- | -------------- | ------------ | ------------- | --------------- |
| 1     | 5 abr.  | Bilbau – Bilbau               | cronoescalada   | 13,9           | 231 m        | Primož Roglič | Primož Roglič   |
| 2     | 6 abr.  | Zalla – Sestao                | etapa escarpada | 154,8          | 2 512 m      | Alex Aranburu | Primož Roglič   |
| 3     | 7 abr.  | Amurrio – Laudio              | média montanha  | 167,7          | 2 608 m      | Tadej Pogačar | Primož Roglič   |
| 4     | 8 abr.  | Vitoria-Gasteiz – Hondarribia | etapa escarpada | 189,2          | 2 655 m      | Ion Izagirre  | Brandon McNulty |
| 5     | 9 abr.  | Hondarribia – Ondárroa        | etapa escarpada | 160,2          | 2 260 m      | Mikkel Honoré | Brandon McNulty |
| 6     | 10 abr. | Ondárroa – Arrate             | alta montanha   | 111,9          | 3 252 m      | David Gaudu   | Primož Roglič   |

## Desenvolvimento da corrida

### 1.ª etapa
| Bilbau - Bilbau | cronoescalada | (13,9 km) |

| \| Classificação por etapas \| Classificação por etapas \| Classificação por etapas \| Classificação por etapas \| Classificação por etapas \| \| Ciclista \| Ciclista \| Equipe \| Tempo \| \| \| ------------------------ \| ------------------------ \| ------------------------ \| ------------------------ \| ------------------------ \| \| 1. \| Primož Roglič \| Jumbo-Visma \| 17m17s \| \| \| 2. \| Brandon McNulty \| UAE Team Emirates \| + 2s \| \| \| 3. \| Jonas Vingegaard \| Jumbo-Visma \| + 18s \| \| \| 4. \| Tobias Foss \| Jumbo-Visma \| + 24s \| \| \| 5. \| Tadej Pogačar \| UAE Team Emirates \| + 28s \| \| \| 6. \| Adam Yates \| Ineos Grenadiers \| + 28s \| \| \| 7. \| Patrick Bevin \| Israel Start-Up Nation \| + 28s \| \| \| 8. \| Ide Schelling \| Bora-Hansgrohe \| + 29s \| \| \| 9. \| Alex Aranburu \| Astana-Premier Tech \| + 30s \| \| \| 10. \| Maximilian Schachmann \| Bora-Hansgrohe \| + 31s \| \| |                       |                        |        |
| |                       |                        |        |
| Fonte: ProCyclingStats |                       |                        |        |
| Classificação por etapas |                       |                        |        |
| Ciclista | Ciclista              | Equipe                 | Tempo  |
| 1. | Primož Roglič         | Jumbo-Visma            | 17m17s |
| 2. | Brandon McNulty       | UAE Team Emirates      | + 2s   |
| 3. | Jonas Vingegaard      | Jumbo-Visma            | + 18s  |
| 4. | Tobias Foss           | Jumbo-Visma            | + 24s  |
| 5. | Tadej Pogačar         | UAE Team Emirates      | + 28s  |
| 6. | Adam Yates            | Ineos Grenadiers       | + 28s  |
| 7. | Patrick Bevin         | Israel Start-Up Nation | + 28s  |
| 8. | Ide Schelling         | Bora-Hansgrohe         | + 29s  |
| 9. | Alex Aranburu         | Astana-Premier Tech    | + 30s  |
| 10. | Maximilian Schachmann | Bora-Hansgrohe         | + 31s  |

| \| Classificação geral \| Classificação geral \| Classificação geral \| Classificação geral \| Classificação geral \| \| Ciclista \| Ciclista \| Equipe \| Tempo \| \| \| ------------------- \| --------------------- \| ---------------------- \| ------------------- \| ------------------- \| \| 1. \| Primož Roglič \| Jumbo-Visma \| 17m17s \| \| \| 2. \| Brandon McNulty \| UAE Team Emirates \| + 2s \| \| \| 3. \| Jonas Vingegaard \| Jumbo-Visma \| + 18s \| \| \| 4. \| Tobias Foss \| Jumbo-Visma \| + 24s \| \| \| 5. \| Tadej Pogačar \| UAE Team Emirates \| + 28s \| \| \| 6. \| Adam Yates \| Ineos Grenadiers \| + 28s \| \| \| 7. \| Patrick Bevin \| Israel Start-Up Nation \| + 28s \| \| \| 8. \| Ide Schelling \| Bora-Hansgrohe \| + 29s \| \| \| 9. \| Alex Aranburu \| Astana-Premier Tech \| + 30s \| \| \| 10. \| Maximilian Schachmann \| Bora-Hansgrohe \| + 31s \| \| |                       |                        |        |
| |                       |                        |        |
| Fonte: ProCyclingStats |                       |                        |        |
| Classificação geral |                       |                        |        |
| Ciclista | Ciclista              | Equipe                 | Tempo  |
| 1. | Primož Roglič         | Jumbo-Visma            | 17m17s |
| 2. | Brandon McNulty       | UAE Team Emirates      | + 2s   |
| 3. | Jonas Vingegaard      | Jumbo-Visma            | + 18s  |
| 4. | Tobias Foss           | Jumbo-Visma            | + 24s  |
| 5. | Tadej Pogačar         | UAE Team Emirates      | + 28s  |
| 6. | Adam Yates            | Ineos Grenadiers       | + 28s  |
| 7. | Patrick Bevin         | Israel Start-Up Nation | + 28s  |
| 8. | Ide Schelling         | Bora-Hansgrohe         | + 29s  |
| 9. | Alex Aranburu         | Astana-Premier Tech    | + 30s  |
| 10. | Maximilian Schachmann | Bora-Hansgrohe         | + 31s  |

### 2.ª etapa
| Zalla - Sestao | etapa escarpada | (154,8 km) |

| \| Classificação por etapas \| Classificação por etapas \| Classificação por etapas \| Classificação por etapas \| Classificação por etapas \| \| Ciclista \| Ciclista \| Equipe \| Tempo \| \| \| ------------------------ \| ------------------------ \| ------------------------ \| ------------------------ \| ------------------------ \| \| 1. \| Alex Aranburu \| Astana-Premier Tech \| 3h45m32s \| \| \| 2. \| Omar Fraile \| Astana-Premier Tech \| + 15s \| \| \| 3. \| Tadej Pogačar \| UAE Team Emirates \| + 15s \| \| \| 4. \| David Gaudu \| Groupama-FDJ \| + 15s \| \| \| 5. \| Michael Woods \| Israel Start-Up Nation \| + 15s \| \| \| 6. \| Primož Roglič \| Jumbo-Visma \| + 15s \| \| \| 7. \| Maximilian Schachmann \| Bora-Hansgrohe \| + 15s \| \| \| 8. \| Mikel Landa \| Bahrain Victorious \| + 15s \| \| \| 9. \| Sergio Higuita \| EF Education-Nippo \| + 15s \| \| \| 10. \| Alejandro Valverde \| Movistar Team \| + 15s \| \| |                       |                        |          |
| |                       |                        |          |
| Fonte: ProCyclingStats |                       |                        |          |
| Classificação por etapas |                       |                        |          |
| Ciclista | Ciclista              | Equipe                 | Tempo    |
| 1. | Alex Aranburu         | Astana-Premier Tech    | 3h45m32s |
| 2. | Omar Fraile           | Astana-Premier Tech    | + 15s    |
| 3. | Tadej Pogačar         | UAE Team Emirates      | + 15s    |
| 4. | David Gaudu           | Groupama-FDJ           | + 15s    |
| 5. | Michael Woods         | Israel Start-Up Nation | + 15s    |
| 6. | Primož Roglič         | Jumbo-Visma            | + 15s    |
| 7. | Maximilian Schachmann | Bora-Hansgrohe         | + 15s    |
| 8. | Mikel Landa           | Bahrain Victorious     | + 15s    |
| 9. | Sergio Higuita        | EF Education-Nippo     | + 15s    |
| 10. | Alejandro Valverde    | Movistar Team          | + 15s    |

| \| Classificação geral \| Classificação geral \| Classificação geral \| Classificação geral \| Classificação geral \| \| Ciclista \| Ciclista \| Equipe \| Tempo \| \| \| ------------------- \| --------------------- \| ------------------- \| ------------------- \| ------------------- \| \| 1. \| Primož Roglič \| Jumbo-Visma \| 4h03m04s \| \| \| 2. \| Alex Aranburu \| Astana-Premier Tech \| + 5s \| \| \| 3. \| Brandon McNulty \| UAE Team Emirates \| + 6s \| \| \| 4. \| Tadej Pogačar \| UAE Team Emirates \| + 24s \| \| \| 5. \| Adam Yates \| Ineos Grenadiers \| + 28s \| \| \| 6. \| Maximilian Schachmann \| Bora-Hansgrohe \| + 31s \| \| \| 7. \| Jonas Vingegaard \| Jumbo-Visma \| + 32s \| \| \| 8. \| Omar Fraile \| Astana-Premier Tech \| + 34s \| \| \| 9. \| Wilco Kelderman \| Bora-Hansgrohe \| + 40s \| \| \| 10. \| Pello Bilbao \| Bahrain Victorious \| + 42s \| \| |                       |                     |          |
| |                       |                     |          |
| Fonte: ProCyclingStats |                       |                     |          |
| Classificação geral |                       |                     |          |
| Ciclista | Ciclista              | Equipe              | Tempo    |
| 1. | Primož Roglič         | Jumbo-Visma         | 4h03m04s |
| 2. | Alex Aranburu         | Astana-Premier Tech | + 5s     |
| 3. | Brandon McNulty       | UAE Team Emirates   | + 6s     |
| 4. | Tadej Pogačar         | UAE Team Emirates   | + 24s    |
| 5. | Adam Yates            | Ineos Grenadiers    | + 28s    |
| 6. | Maximilian Schachmann | Bora-Hansgrohe      | + 31s    |
| 7. | Jonas Vingegaard      | Jumbo-Visma         | + 32s    |
| 8. | Omar Fraile           | Astana-Premier Tech | + 34s    |
| 9. | Wilco Kelderman       | Bora-Hansgrohe      | + 40s    |
| 10. | Pello Bilbao          | Bahrain Victorious  | + 42s    |

### 3.ª etapa
| Amurrio - Laudio | média montanha | (167,7 km) |

| \| Classificação por etapas \| Classificação por etapas \| Classificação por etapas \| Classificação por etapas \| Classificação por etapas \| \| Ciclista \| Ciclista \| Equipe \| Tempo \| \| \| ------------------------ \| ------------------------ \| ------------------------ \| ------------------------ \| ------------------------ \| \| 1. \| Tadej Pogačar \| UAE Team Emirates \| 4h04m50s \| \| \| 2. \| Primož Roglič \| Jumbo-Visma \| + 0s \| \| \| 3. \| Alejandro Valverde \| Movistar Team \| + 5s \| \| \| 4. \| Adam Yates \| Ineos Grenadiers \| + 5s \| \| \| 5. \| Mikel Landa \| Bahrain Victorious \| + 5s \| \| \| 6. \| David Gaudu \| Groupama-FDJ \| + 8s \| \| \| 7. \| James Knox \| Deceuninck-Quick Step \| + 16s \| \| \| 8. \| Jonas Vingegaard \| Jumbo-Visma \| + 16s \| \| \| 9. \| Mauri Vansevenant \| Deceuninck-Quick Step \| + 16s \| \| \| 10. \| Brandon McNulty \| UAE Team Emirates \| + 18s \| \| |                    |                       |          |
| |                    |                       |          |
| Fonte: ProCyclingStats |                    |                       |          |
| Classificação por etapas |                    |                       |          |
| Ciclista | Ciclista           | Equipe                | Tempo    |
| 1. | Tadej Pogačar      | UAE Team Emirates     | 4h04m50s |
| 2. | Primož Roglič      | Jumbo-Visma           | + 0s     |
| 3. | Alejandro Valverde | Movistar Team         | + 5s     |
| 4. | Adam Yates         | Ineos Grenadiers      | + 5s     |
| 5. | Mikel Landa        | Bahrain Victorious    | + 5s     |
| 6. | David Gaudu        | Groupama-FDJ          | + 8s     |
| 7. | James Knox         | Deceuninck-Quick Step | + 16s    |
| 8. | Jonas Vingegaard   | Jumbo-Visma           | + 16s    |
| 9. | Mauri Vansevenant  | Deceuninck-Quick Step | + 16s    |
| 10. | Brandon McNulty    | UAE Team Emirates     | + 18s    |

| \| Classificação geral \| Classificação geral \| Classificação geral \| Classificação geral \| Classificação geral \| \| Ciclista \| Ciclista \| Equipe \| Tempo \| \| \| ------------------- \| --------------------- \| --------------------- \| ------------------- \| ------------------- \| \| 1. \| Primož Roglič \| Jumbo-Visma \| 8h07m48s \| \| \| 2. \| Tadej Pogačar \| UAE Team Emirates \| + 20s \| \| \| 3. \| Brandon McNulty \| UAE Team Emirates \| + 30s \| \| \| 4. \| Adam Yates \| Ineos Grenadiers \| + 39s \| \| \| 5. \| Alejandro Valverde \| Movistar Team \| + 50s \| \| \| 6. \| Jonas Vingegaard \| Jumbo-Visma \| + 54s \| \| \| 7. \| Mikel Landa \| Bahrain Victorious \| + 1m00s \| \| \| 8. \| Pello Bilbao \| Bahrain Victorious \| + 1m08s \| \| \| 9. \| Mauri Vansevenant \| Deceuninck-Quick Step \| + 1m09s \| \| \| 10. \| Maximilian Schachmann \| Bora-Hansgrohe \| + 1m09s \| \| |                       |                       |          |
| |                       |                       |          |
| Fonte: ProCyclingStats |                       |                       |          |
| Classificação geral |                       |                       |          |
| Ciclista | Ciclista              | Equipe                | Tempo    |
| 1. | Primož Roglič         | Jumbo-Visma           | 8h07m48s |
| 2. | Tadej Pogačar         | UAE Team Emirates     | + 20s    |
| 3. | Brandon McNulty       | UAE Team Emirates     | + 30s    |
| 4. | Adam Yates            | Ineos Grenadiers      | + 39s    |
| 5. | Alejandro Valverde    | Movistar Team         | + 50s    |
| 6. | Jonas Vingegaard      | Jumbo-Visma           | + 54s    |
| 7. | Mikel Landa           | Bahrain Victorious    | + 1m00s  |
| 8. | Pello Bilbao          | Bahrain Victorious    | + 1m08s  |
| 9. | Mauri Vansevenant     | Deceuninck-Quick Step | + 1m09s  |
| 10. | Maximilian Schachmann | Bora-Hansgrohe        | + 1m09s  |

### 4.ª etapa
| Vitoria-Gasteiz - Hondarribia | etapa escarpada | (189,2 km) |

| \| Classificação por etapas \| Classificação por etapas \| Classificação por etapas \| Classificação por etapas \| Classificação por etapas \| \| Ciclista \| Ciclista \| Equipe \| Tempo \| \| \| ------------------------ \| ------------------------ \| ---------------------------------- \| ------------------------ \| ------------------------ \| \| 1. \| Ion Izagirre \| Astana-Premier Tech \| 4h17m07s \| \| \| 2. \| Pello Bilbao \| Bahrain Victorious \| + 0s \| \| \| 3. \| Brandon McNulty \| UAE Team Emirates \| + 0s \| \| \| 4. \| Jonas Vingegaard \| Jumbo-Visma \| + 0s \| \| \| 5. \| Emanuel Buchmann \| Bora-Hansgrohe \| + 0s \| \| \| 6. \| Esteban Chaves \| BikeExchange \| + 2s \| \| \| 7. \| Patrick Bevin \| Israel Start-Up Nation \| + 49s \| \| \| 8. \| James Knox \| Deceuninck-Quick Step \| + 49s \| \| \| 9. \| Quinten Hermans \| Intermarché-Wanty-Gobert Matériaux \| + 49s \| \| \| 10. \| Alejandro Valverde \| Movistar Team \| + 49s \| \| |                    |                                    |          |
| |                    |                                    |          |
| Fonte: ProCyclingStats |                    |                                    |          |
| Classificação por etapas |                    |                                    |          |
| Ciclista | Ciclista           | Equipe                             | Tempo    |
| 1. | Ion Izagirre       | Astana-Premier Tech                | 4h17m07s |
| 2. | Pello Bilbao       | Bahrain Victorious                 | + 0s     |
| 3. | Brandon McNulty    | UAE Team Emirates                  | + 0s     |
| 4. | Jonas Vingegaard   | Jumbo-Visma                        | + 0s     |
| 5. | Emanuel Buchmann   | Bora-Hansgrohe                     | + 0s     |
| 6. | Esteban Chaves     | BikeExchange                       | + 2s     |
| 7. | Patrick Bevin      | Israel Start-Up Nation             | + 49s    |
| 8. | James Knox         | Deceuninck-Quick Step              | + 49s    |
| 9. | Quinten Hermans    | Intermarché-Wanty-Gobert Matériaux | + 49s    |
| 10. | Alejandro Valverde | Movistar Team                      | + 49s    |

| \| Classificação geral \| Classificação geral \| Classificação geral \| Classificação geral \| Classificação geral \| \| Ciclista \| Ciclista \| Equipe \| Tempo \| \| \| ------------------- \| ------------------- \| ------------------- \| ------------------- \| ------------------- \| \| 1. \| Brandon McNulty \| UAE Team Emirates \| 12h25m21s \| \| \| 2. \| Primož Roglič \| Jumbo-Visma \| + 23s \| \| \| 3. \| Jonas Vingegaard \| Jumbo-Visma \| + 28s \| \| \| 4. \| Pello Bilbao \| Bahrain Victorious \| + 36s \| \| \| 5. \| Tadej Pogačar \| UAE Team Emirates \| + 43s \| \| \| 6. \| Adam Yates \| Ineos Grenadiers \| + 1m02s \| \| \| 7. \| Emanuel Buchmann \| Bora-Hansgrohe \| + 1m07s \| \| \| 8. \| Alejandro Valverde \| Movistar Team \| + 1m13s \| \| \| 9. \| Ion Izagirre \| Astana-Premier Tech \| + 1m15s \| \| \| 10. \| Mikel Landa \| Bahrain Victorious \| + 1m23s \| \| |                    |                     |           |
| |                    |                     |           |
| Fonte: ProCyclingStats |                    |                     |           |
| Classificação geral |                    |                     |           |
| Ciclista | Ciclista           | Equipe              | Tempo     |
| 1. | Brandon McNulty    | UAE Team Emirates   | 12h25m21s |
| 2. | Primož Roglič      | Jumbo-Visma         | + 23s     |
| 3. | Jonas Vingegaard   | Jumbo-Visma         | + 28s     |
| 4. | Pello Bilbao       | Bahrain Victorious  | + 36s     |
| 5. | Tadej Pogačar      | UAE Team Emirates   | + 43s     |
| 6. | Adam Yates         | Ineos Grenadiers    | + 1m02s   |
| 7. | Emanuel Buchmann   | Bora-Hansgrohe      | + 1m07s   |
| 8. | Alejandro Valverde | Movistar Team       | + 1m13s   |
| 9. | Ion Izagirre       | Astana-Premier Tech | + 1m15s   |
| 10. | Mikel Landa        | Bahrain Victorious  | + 1m23s   |

### 5.ª etapa
| Hondarribia - Ondárroa | etapa escarpada | (160,2 km) |

| \| Classificação por etapas \| Classificação por etapas \| Classificação por etapas \| Classificação por etapas \| Classificação por etapas \| \| Ciclista \| Ciclista \| Equipe \| Tempo \| \| \| ------------------------ \| ------------------------ \| ------------------------ \| ------------------------ \| ------------------------ \| \| 1. \| Mikkel Honoré \| Deceuninck-Quick Step \| 3h39m54s \| \| \| 2. \| Josef Černý \| Deceuninck-Quick Step \| + 0s \| \| \| 3. \| Julien Bernard \| Trek-Segafredo \| + 17s \| \| \| 4. \| Daryl Impey \| Israel Start-Up Nation \| + 28s \| \| \| 5. \| Simon Clarke \| Qhubeka Assos \| + 28s \| \| \| 6. \| Stefano Oldani \| Lotto-Soudal \| + 28s \| \| \| 7. \| Primož Roglič \| Jumbo-Visma \| + 28s \| \| \| 8. \| Julien Simon \| Total Direct Énergie \| + 28s \| \| \| 9. \| Magnus Cort \| EF Education-Nippo \| + 28s \| \| \| 10. \| Tadej Pogačar \| UAE Team Emirates \| + 28s \| \| |                |                        |          |
| |                |                        |          |
| Fonte: ProCyclingStats |                |                        |          |
| Classificação por etapas |                |                        |          |
| Ciclista | Ciclista       | Equipe                 | Tempo    |
| 1. | Mikkel Honoré  | Deceuninck-Quick Step  | 3h39m54s |
| 2. | Josef Černý    | Deceuninck-Quick Step  | + 0s     |
| 3. | Julien Bernard | Trek-Segafredo         | + 17s    |
| 4. | Daryl Impey    | Israel Start-Up Nation | + 28s    |
| 5. | Simon Clarke   | Qhubeka Assos          | + 28s    |
| 6. | Stefano Oldani | Lotto-Soudal           | + 28s    |
| 7. | Primož Roglič  | Jumbo-Visma            | + 28s    |
| 8. | Julien Simon   | Total Direct Énergie   | + 28s    |
| 9. | Magnus Cort    | EF Education-Nippo     | + 28s    |
| 10. | Tadej Pogačar  | UAE Team Emirates      | + 28s    |

| \| Classificação geral \| Classificação geral \| Classificação geral \| Classificação geral \| Classificação geral \| \| Ciclista \| Ciclista \| Equipe \| Tempo \| \| \| ------------------- \| ------------------- \| ------------------- \| ------------------- \| ------------------- \| \| 1. \| Brandon McNulty \| UAE Team Emirates \| 16h05m43s \| \| \| 2. \| Primož Roglič \| Jumbo-Visma \| + 23s \| \| \| 3. \| Jonas Vingegaard \| Jumbo-Visma \| + 28s \| \| \| 4. \| Pello Bilbao \| Bahrain Victorious \| + 36s \| \| \| 5. \| Tadej Pogačar \| UAE Team Emirates \| + 43s \| \| \| 6. \| Adam Yates \| Ineos Grenadiers \| + 1m02s \| \| \| 7. \| Emanuel Buchmann \| Bora-Hansgrohe \| + 1m07s \| \| \| 8. \| Alejandro Valverde \| Movistar Team \| + 1m13s \| \| \| 9. \| Ion Izagirre \| Astana-Premier Tech \| + 1m15s \| \| \| 10. \| Mikel Landa \| Bahrain Victorious \| + 1m23s \| \| |                    |                     |           |
| |                    |                     |           |
| Fonte: ProCyclingStats |                    |                     |           |
| Classificação geral |                    |                     |           |
| Ciclista | Ciclista           | Equipe              | Tempo     |
| 1. | Brandon McNulty    | UAE Team Emirates   | 16h05m43s |
| 2. | Primož Roglič      | Jumbo-Visma         | + 23s     |
| 3. | Jonas Vingegaard   | Jumbo-Visma         | + 28s     |
| 4. | Pello Bilbao       | Bahrain Victorious  | + 36s     |
| 5. | Tadej Pogačar      | UAE Team Emirates   | + 43s     |
| 6. | Adam Yates         | Ineos Grenadiers    | + 1m02s   |
| 7. | Emanuel Buchmann   | Bora-Hansgrohe      | + 1m07s   |
| 8. | Alejandro Valverde | Movistar Team       | + 1m13s   |
| 9. | Ion Izagirre       | Astana-Premier Tech | + 1m15s   |
| 10. | Mikel Landa        | Bahrain Victorious  | + 1m23s   |

### 6.ª etapa
| Ondárroa - Arrate | alta montanha | (111,9 km) |

| \| Classificação por etapas \| Classificação por etapas \| Classificação por etapas \| Classificação por etapas \| Classificação por etapas \| \| Ciclista \| Ciclista \| Equipe \| Tempo \| \| \| ------------------------ \| ------------------------ \| ------------------------ \| ------------------------ \| ------------------------ \| \| 1. \| David Gaudu \| Groupama-FDJ \| 3h05m42s \| \| \| 2. \| Primož Roglič \| Jumbo-Visma \| + 0s \| \| \| 3. \| Alejandro Valverde \| Movistar Team \| + 35s \| \| \| 4. \| Adam Yates \| Ineos Grenadiers \| + 35s \| \| \| 5. \| Tadej Pogačar \| UAE Team Emirates \| + 35s \| \| \| 6. \| Jonas Vingegaard \| Jumbo-Visma \| + 35s \| \| \| 7. \| Pello Bilbao \| Bahrain Victorious \| + 1m03s \| \| \| 8. \| Esteban Chaves \| BikeExchange \| + 1m05s \| \| \| 9. \| Mikel Landa \| Bahrain Victorious \| + 1m05s \| \| \| 10. \| Mauri Vansevenant \| Deceuninck-Quick Step \| + 1m55s \| \| |                    |                       |          |
| |                    |                       |          |
| Fonte: ProCyclingStats |                    |                       |          |
| Classificação por etapas |                    |                       |          |
| Ciclista | Ciclista           | Equipe                | Tempo    |
| 1. | David Gaudu        | Groupama-FDJ          | 3h05m42s |
| 2. | Primož Roglič      | Jumbo-Visma           | + 0s     |
| 3. | Alejandro Valverde | Movistar Team         | + 35s    |
| 4. | Adam Yates         | Ineos Grenadiers      | + 35s    |
| 5. | Tadej Pogačar      | UAE Team Emirates     | + 35s    |
| 6. | Jonas Vingegaard   | Jumbo-Visma           | + 35s    |
| 7. | Pello Bilbao       | Bahrain Victorious    | + 1m03s  |
| 8. | Esteban Chaves     | BikeExchange          | + 1m05s  |
| 9. | Mikel Landa        | Bahrain Victorious    | + 1m05s  |
| 10. | Mauri Vansevenant  | Deceuninck-Quick Step | + 1m55s  |

## Classificações finais
- As classificações finalizaram da seguinte forma:[4]

### Classificação geral
| \| Classificação geral \| Classificação geral \| Classificação geral \| Classificação geral \| Classificação geral \| \| Ciclista \| Ciclista \| Equipe \| Tempo \| \| \| ------------------- \| ------------------- \| ---------------------- \| ------------------- \| ------------------- \| \| 1. \| Primož Roglič \| Jumbo-Visma \| 19h11m36s \| \| \| 2. \| Jonas Vingegaard \| Jumbo-Visma \| + 52s \| \| \| 3. \| Tadej Pogačar \| UAE Team Emirates \| + 1m07s \| \| \| 4. \| Adam Yates \| Ineos Grenadiers \| + 1m26s \| \| \| 5. \| David Gaudu \| Groupama-FDJ \| + 1m27s \| \| \| 6. \| Pello Bilbao \| Bahrain Victorious \| + 1m28s \| \| \| 7. \| Alejandro Valverde \| Movistar Team \| + 1m33s \| \| \| 8. \| Mikel Landa \| Bahrain Victorious \| + 2m17s \| \| \| 9. \| Esteban Chaves \| BikeExchange \| + 2m38s \| \| \| 10. \| Ion Izagirre \| Astana-Premier Tech \| + 2m59s \| \| \| 11. \| Mauri Vansevenant \| Deceuninck-Quick Step \| + 3m16s \| \| \| 12. \| Hugh Carthy \| EF Education-Nippo \| + 4m19s \| \| \| 13. \| Emanuel Buchmann \| Bora-Hansgrohe \| + 5m01s \| \| \| 14. \| James Knox \| Deceuninck-Quick Step \| + 5m32s \| \| \| 15. \| Jakob Fuglsang \| Astana-Premier Tech \| + 5m54s \| \| \| 16. \| Rubén Fernández \| Cofidis \| + 5m57s \| \| \| 17. \| Brandon McNulty \| UAE Team Emirates \| + 7m46s \| \| \| 18. \| Enric Mas \| Movistar Team \| + 8m04s \| \| \| 19. \| Richard Carapaz \| Ineos Grenadiers \| + 9m37s \| \| \| 20. \| Patrick Bevin \| Israel Start-Up Nation \| + 9m46s \| \| \| 21. \| Gino Mäder \| Bahrain Victorious \| + 12m02s \| \| \| 22. \| Pierre Latour \| Total Direct Énergie \| + 13m17s \| \| \| 23. \| Ben O'Connor \| AG2R Citroën Team \| + 15m38s \| \| \| 24. \| Fabio Aru \| Qhubeka Assos \| + 16m24s \| \| \| 25. \| Sam Oomen \| Jumbo-Visma \| + 16m46s \| \| |                    |                        |           |
| |                    |                        |           |
| Fonte: ProCyclingStats |                    |                        |           |
| Classificação geral |                    |                        |           |
| Ciclista | Ciclista           | Equipe                 | Tempo     |
| 1. | Primož Roglič      | Jumbo-Visma            | 19h11m36s |
| 2. | Jonas Vingegaard   | Jumbo-Visma            | + 52s     |
| 3. | Tadej Pogačar      | UAE Team Emirates      | + 1m07s   |
| 4. | Adam Yates         | Ineos Grenadiers       | + 1m26s   |
| 5. | David Gaudu        | Groupama-FDJ           | + 1m27s   |
| 6. | Pello Bilbao       | Bahrain Victorious     | + 1m28s   |
| 7. | Alejandro Valverde | Movistar Team          | + 1m33s   |
| 8. | Mikel Landa        | Bahrain Victorious     | + 2m17s   |
| 9. | Esteban Chaves     | BikeExchange           | + 2m38s   |
| 10. | Ion Izagirre       | Astana-Premier Tech    | + 2m59s   |
| 11. | Mauri Vansevenant  | Deceuninck-Quick Step  | + 3m16s   |
| 12. | Hugh Carthy        | EF Education-Nippo     | + 4m19s   |
| 13. | Emanuel Buchmann   | Bora-Hansgrohe         | + 5m01s   |
| 14. | James Knox         | Deceuninck-Quick Step  | + 5m32s   |
| 15. | Jakob Fuglsang     | Astana-Premier Tech    | + 5m54s   |
| 16. | Rubén Fernández    | Cofidis                | + 5m57s   |
| 17. | Brandon McNulty    | UAE Team Emirates      | + 7m46s   |
| 18. | Enric Mas          | Movistar Team          | + 8m04s   |
| 19. | Richard Carapaz    | Ineos Grenadiers       | + 9m37s   |
| 20. | Patrick Bevin      | Israel Start-Up Nation | + 9m46s   |
| 21. | Gino Mäder         | Bahrain Victorious     | + 12m02s  |
| 22. | Pierre Latour      | Total Direct Énergie   | + 13m17s  |
| 23. | Ben O'Connor       | AG2R Citroën Team      | + 15m38s  |
| 24. | Fabio Aru          | Qhubeka Assos          | + 16m24s  |
| 25. | Sam Oomen          | Jumbo-Visma            | + 16m46s  |

### Classificação por pontos
| Classificação por pontos | Classificação por pontos | Classificação por pontos | Classificação por pontos | Classificação por pontos |
| Ciclista                 | Ciclista                 | Equipe                   | Pontos                   |                          |
| ------------------------ | ------------------------ | ------------------------ | ------------------------ | ------------------------ |
| 1.                       | Primož Roglič            | Jumbo-Visma              | 106 pts                  |                          |
| 2.                       | Tadej Pogačar            | UAE Team Emirates        | 75 pts                   |                          |
| 3.                       | David Gaudu              | Groupama-FDJ             | 61 pts                   |                          |
| 4.                       | Jonas Vingegaard         | Jumbo-Visma              | 48 pts                   |                          |
| 5.                       | Alejandro Valverde       | Movistar Team            | 44 pts                   |                          |
| 6.                       | Brandon McNulty          | UAE Team Emirates        | 42 pts                   |                          |
| 7.                       | Adam Yates               | Ineos Grenadiers         | 41 pts                   |                          |
| 8.                       | Alex Aranburu            | Astana-Premier Tech      | 37 pts                   |                          |
| 9.                       | Pello Bilbao             | Bahrain Victorious       | 36 pts                   |                          |
| 10.                      | Ion Izagirre             | Astana-Premier Tech      | 35 pts                   |                          |

### Classificação da montanha
| Classificação da montanha | Classificação da montanha | Classificação da montanha          | Classificação da montanha | Classificação da montanha |
| Ciclista                  | Ciclista                  | Equipe                             | Pontos                    |                           |
| ------------------------- | ------------------------- | ---------------------------------- | ------------------------- | ------------------------- |
| 1.                        | Primož Roglič             | Jumbo-Visma                        | 34 pts                    |                           |
| 2.                        | Tadej Pogačar             | UAE Team Emirates                  | 27 pts                    |                           |
| 3.                        | David Gaudu               | Groupama-FDJ                       | 20 pts                    |                           |
| 4.                        | Hugh Carthy               | EF Education-Nippo                 | 17 pts                    |                           |
| 5.                        | Antwan Tolhoek            | Jumbo-Visma                        | 15 pts                    |                           |
| 6.                        | Quinten Hermans           | Intermarché-Wanty-Gobert Matériaux | 14 pts                    |                           |
| 7.                        | Brandon McNulty           | UAE Team Emirates                  | 12 pts                    |                           |
| 8.                        | Patrick Bevin             | Israel Start-Up Nation             | 11 pts                    |                           |
| 9.                        | Ben O'Connor              | AG2R Citroën Team                  | 11 pts                    |                           |
| 10.                       | Alejandro Valverde        | Movistar Team                      | 11 pts                    |                           |

### Classificação sub-23
| Classificação U23 | Classificação U23 | Classificação U23     | Classificação U23 | Classificação U23 |
| Ciclista          | Ciclista          | Equipe                | Tempo             |                   |
| ----------------- | ----------------- | --------------------- | ----------------- | ----------------- |
| 1.                | Jonas Vingegaard  | Jumbo-Visma           | 19h12m28s         |                   |
| 2.                | Tadej Pogačar     | UAE Team Emirates     | + 15s             |                   |
| 3.                | David Gaudu       | Groupama-FDJ          | + 35s             |                   |
| 4.                | Mauri Vansevenant | Deceuninck-Quick Step | + 2m24s           |                   |
| 5.                | Brandon McNulty   | UAE Team Emirates     | + 6m54s           |                   |
| 6.                | Gino Mäder        | Bahrain Victorious    | + 11m10s          |                   |
| 7.                | Sergio Higuita    | EF Education-Nippo    | + 16m22s          |                   |
| 8.                | Ilan Van Wilder   | Team DSM              | + 16m38s          |                   |
| 9.                | Mark Donovan      | Team DSM              | + 20m30s          |                   |
| 10.               | Edward Dunbar     | Ineos Grenadiers      | + 28m00s          |                   |

### Classificação por equipas
| Classificação por equipes | Classificação por equipes | Classificação por equipes | Classificação por equipes |
| Equipe                    | Equipe                    | Tempo                     |                           |
| ------------------------- | ------------------------- | ------------------------- | ------------------------- |
| 1.                        | Jumbo-Visma               | 57h47m23s                 |                           |
| 2.                        | Bahrain Victorious        | + 3m18s                   |                           |
| 3.                        | UAE Team Emirates         | + 18m04s                  |                           |
| 4.                        | Astana-Premier Tech       | + 18m26s                  |                           |
| 5.                        | Deceuninck-Quick Step     | + 20m04s                  |                           |
| 6.                        | Movistar Team             | + 23m14s                  |                           |
| 7.                        | Ineos Grenadiers          | + 26m53s                  |                           |
| 8.                        | Cofidis                   | + 30m30s                  |                           |
| 9.                        | Bora-Hansgrohe            | + 32m45s                  |                           |
| 10.                       | Team BikeExchange         | + 53m34s                  |                           |

## Evolução das classificações
| Etapa                 | Vencedor      | Classificação geral | Classificação por pontos | Classificação da montanha | Classificação dos jovens | Classificação por equipas |
| --------------------- | ------------- | ------------------- | ------------------------ | ------------------------- | ------------------------ | ------------------------- |
| 1.ª                   | Primož Roglič | Primož Roglič       | Primož Roglič            | Tadej Pogačar             | Brandon McNulty          | Jumbo-Visma               |
| 2.ª                   | Alex Aranburu | Primož Roglič       | Primož Roglič            | Maximilian Schachmann     | Brandon McNulty          | Astana-Premier Tech       |
| 3.ª                   | Tadej Pogačar | Primož Roglič       | Primož Roglič            | Tadej Pogačar             | Tadej Pogačar            | Jumbo-Visma               |
| 4.ª                   | Ion Izagirre  | Brandon McNulty     | Primož Roglič            | Tadej Pogačar             | Brandon McNulty          | Jumbo-Visma               |
| 5.ª                   |               |                     |                          |                           |                          |                           |
| 6.ª                   |               |                     |                          |                           |                          |                           |
| Classificações finais |               |                     |                          |                           |                          |                           |

## UCI World Ranking
A Volta ao País Basco outorgou pontos para o UCI World Ranking para corredores das equipas nas categorias UCI WorldTeam, UCI ProTeam e Continental. As seguintes tabelas são o barómetro de pontuação e os 10 corredores que obtiveram mais pontos:
| Posição             | 1.º | 2.º | 3.º | 4.º | 5.º | 6.º | 7.º | 8.º | 9.º | 10.º | 11.º | 12.º | 13.º | 14.º | 15.º | 16.º-20.º | 21.º-30.º | 31.º-50.º | 51.º-55.º | 56.º-60.º |
| Classificação geral | 400 | 320 | 260 | 220 | 180 | 140 | 120 | 100 | 80  | 68   | 56   | 48   | 40   | 32   | 28   | 24        | 16        | 8         | 4         | 2         |
| Por etapa           | 50  | 20  | 8   |     |     |     |     |     |     |      |      |      |      |      |      |           |           |           |           |           |
| Líder               | 8   |     |     |     |     |     |     |     |     |      |      |      |      |      |      |           |           |           |           |           |